# Hill's Pet Nutrition
Hill's Pet Nutrition, Inc., connue sous le nom de Hill's, est une entreprise américaine d'aliments pour chiens et chats. Il s'agit d'une filiale de Colgate-Palmolive.

## Histoire

Hill Packing Company

Hill's Pet Nutrition est fondée au printemps 1907 par Burton Hill et commence ses activités sous le nom de Hill Rendering Works,. L'entreprise réutilise les déchets agroalimentaires du comté de Shawnee, (Kansas), et a également un contrat avec la ville de Topeka (Kansas) pour éliminer les animaux morts et boiteux. Hill Rendering Works produit alors du suif, des peaux de bêtes, des réservoirs, ainsi que des restes de viande et des aliments pour animaux de ferme, y compris pour les porcs et les poulets.
Dans les années 1930,,, son nom est modifié pour devenir la Hill Packing Company. La société comprend alors une division de fraisage, la Hill Milling Company. À cette époque, l'entreprise produit des aliments pour animaux de ferme et pour chiens, ainsi que de la viande de cheval destinée à la consommation humaine. La viande est expédiée vers les marchés de Norvège, de Suède, de Finlande et des Pays-Bas[réf. nécessaire].

Une étiquette de boîte de conserve de la marque Hill's Dog Food.

En 1948, Mark L. Morris, contacte Hill Packing Company pour produire Canine k/d, un aliment destiné aux chiens ayant une insuffisance rénale. Hill Packing Company devient alors le producteur de Canine k/d. En 1968, la production de l'entreprise est vendue par les vétérinaires et les professionnels des animaux de compagnie sous le nom de Hill's Science Diet. La gamme continue de s'étendre et comprend plus de soixante aliments réunis sous les marques Prescription Diet et Science Plan. En 1968, Hill Packing Company est vendue à Riviana Foods, puis en 1976 fusionne avec la Colgate-Palmolive Company,.

## Stratégie
Hill's s'axe sur la vente d'aliments haut de gamme à destination des propriétaires soucieux de la santé de leur animal. L'entreprise ne distribue ses deux marques, Science Plan et Prescription Diet, que via les vétérinaires et des enseignes spécialisées.